# Robert Browning (historyk)
Robert Browning (ur. 15 stycznia 1914 w Glasgow, zm. 11 marca 1997 w Londynie) – szkocki historyk, bizantynista.

## Życiorys
Studia ukończył w 1935 w Glasgow University. W okresie II wojny światowej służył w Sztabie Generalnym we Włoszech i w Sojuszniczej Komisji Kontroli w Sofii (Bułgaria). Następnie w Belgradzie w Jugosławii był asystentem brytyjskiego attaché wojskowego.
W 1946 roku powrócił do środowiska akademickiego. Wykładał historię w Merton College w Oksfordzie, a od 1947 do 1965 roku w University College w Londynie. Od 1965 do przejścia na emeryturę w 1981 był profesorem historii starożytnej w Birkbeck.
Otrzymał tytuł doktora honoris causa Uniwersytetu w Birmingham. Pełnił funkcję przewodniczącego Society for the Promotion of Hellenic Studies i Society for the Promotion of Byzantine Studies.
Był redaktorem „Journal of Hellenic Studies” oraz odpowiadał za dział bibliograficzny czasopisma „Byzantinische Zeitschrift”.
Zasłynął także jako poliglota.

## Wybrane publikacje
- Dated Greek manuscripts from Cyprus to the year 1570. Dumbarton Oaks Research Library and Collection and Cyprus Research Centre, Washington D.C. 1993, ISBN 0-884-02210-2 (Dumbarton Oaks Studies, Band 30).
- History, language and literacy in the Byzantine world. Variorum Reprints, Northampton 1989, ISBN 0-860-78247-6.
- * Church, state and learning in twelfth century Byzantium. Dr William’s Trust, London 1981, ISBN 0-852-17042-4.
- The Byzantine Empire. Weidenfeld and Nicolson, London 1980, ISBN 0-297-77821-8.
- Studies on Byzantine history, literature and education. Variorum, London 1977, ISBN 0-860-78003-1.
- Byzantium and Bulgaria. A comparative study across the early medieval frontier. Temple Smith, London 1975, ISBN 0-851-17064-1.
- Justinian and Theodora. Weidenfeld and Nicolson, London 1971, ISBN 0-297-00100-0, überarb. Aufl. Thames and Hudson, London 1987, ISBN 0-500-25099-5.
- The Emperor Julian. Weidenfeld and Nicolson, London 1976, ISBN 0-297-77029-2.
- Medieval and Modern Greek. Cambridge University Press, Cambridge 1969, ISBN 0-521-23488-3.
- The Linear B Texts from Knossos. Transliterated and edited by Robert Browning. London 1955 (Bulletin of the Institute of Classical Studies of the University of London, Supplementary Papers, Nr. 1).

## Publikacje w języku polskim
- Justynian i Teodora, przeł. Maria Boduszyńska-Borowikowa, Warszawa: Państwowy Instytut Wydawniczy 1977 (wyd. 2 1996).
- Cesarstwo Bizantyńskie, przeł. Grzegorz Żurek, wyborem literatury bizantyńskiej opatrzył G. Żurek, Warszawa: Państwowy Instytut Wydawniczy 1997.